# Toulouská církevní provincie

Toulouská církevní provincie na mapě Francie

Toulouská církevní provincie (lat. Provincia Albiensis, franc. Province ecclésiastique de Toulouse) je římskokatolickou církevní provincií, ležící v regionu Midi-Pyrénées ve Francii. V čele provincie stojí arcibiskup–metropolita z Toulouse. Provincie vznikla v roce 1317, kdy byla povýšena toulouská diecéze na arcidiecézi. Současným metropolitou je arcibiskup Robert Jean Louis Le Gall.

## Historie
Provincie vznikla spolu s povýšením toulouské diecéze na metropolitní arcidiecézi v roce 1317. V současné době má provincie sedm sufragánních diecézí. Téměř všechny diecéze v provincii, byly založeny v raných křesťanských dobách, některé byly hlavou vlastní církevní provincie. Pro jejich starobylost byl některým bývalým metropolitním arcidiecézím při reorganizaci v roce 2002 ponechán status arcidiecéze.

## Členění
Území provincie se člení na osm diecézí:
- arcidiecéze toulouská, založena ve 3. století, na metropolitní arcidiecézi povýšena v roce 1317
  - arcidiecéze albijsko-castresko-lavaurská, založena ve 3. století, na metropolitní arcidiecézi povýšena 3. října 1678, od 8. prosince 2002 je sufragánní arcidiecézí
  - arcidiecéze auchská, založena v 6. století, na metropolitní arcidiecézi povýšena v roce 879, od 8. prosince 2002 je sufragánní arcidiecézí
  - diecéze cahorská, založena ve 3. století
  - diecéze montaubanská, založena 11. července 1317
  - diecéze pamierská, založena 16. září 1295
  - diecéze rodezsko-vabreská, založena v 5. století
  - diecéze tarbesko-lurdská, založena ve 4. století